# Standorttheorie
Die Standorttheorie untersucht das Standortverhalten der Wirtschaftssubjekte, insbesondere welche Faktoren für die Wahl eines Standorts relevant sind. Die Standorttheorie gehört zur Raumwirtschaftstheorie in der Wirtschaftsgeografie.

## Standortstrukturtheorien
Standortstrukturtheorien fragen nach der optimalen Anordnung von Betrieben im Raum und deren Veränderung mit der Zeit. Zu den Standortstrukturtheorien gehören die Thünenschen Ringe des Johann Heinrich von Thünen und das von Walter Christaller entwickelte System der zentralen Orte.

## Theorien der unternehmerischen Standortwahl
Theorien der unternehmerischen Standortwahl beschäftigen sich mit dem optimalen Unternehmensstandort, also dem Standort eines einzelnen Betriebes.
Grundlegend für das Problem des optimalen Betriebsstandortes ist in der freien Marktwirtschaft das Gewinnmotiv – an welchem Ort lässt sich also der höchste Gewinn erwirtschaften? Die Vergrößerung des Marktanteils, Zukunftssicherheit und subjektive Motive spielen aber eine nicht zu unterschätzende Rolle.
Stehen diese Ziele fest, kann nach diesen Kategorien der optimale Standort gewählt werden. Dazu sind die Voraussetzungen (Standortfaktoren) auf verschiedenen räumlichen Ebenen zu vergleichen: Welches Land ist am besten geeignet für die Neuansiedlung? Welche Region? Und schließlich welche Gemeinde und wo dort genau?

### Neoklassische Standorttheorie
Alfred Weber stellte in seiner grundlegenden Arbeit Über den Standort der Industrien (1909) das Webersche Standortmodell zur Ermittlung optimaler Standorte für den industriellen Einzelbetrieb auf, das wesentlich vom Standortfaktor Transportkosten beeinflusst ist. Zu seinem Modell wurde von Anfang an kritisch bemerkt, dass seine Prämissen eher realitätsfern sind, so setzt Weber z. B. ein unbegrenztes Arbeitskräfteangebot oder vollständige Information der Entscheidungsträger über die räumliche Verteilung der Märkte und der Standortfaktoren voraus. Auch ist Webers Theorie stark auf die Transportkosten als wesentlichen Faktor der Standortentscheidung ausgelegt und vernachlässigt damit alle anderen Produktionsfaktoren.
1956 erweiterte Walter Isard Webers Standorttheorie um Andreas Predöhls Substitutionsprinzip und wertete damit die Standortentscheidung zu einer Substitutionsentscheidung zwischen Produktionsfaktoren in einem allgemeinen Gleichgewichtsmodell um.
David M. Smith erweiterte diese Theorie um ein variables Gewinnmodell, so dass im Rahmen eines Totalmodells alle raumabhängigen Kosten und Erlöse der Unternehmen betrachtet werden können. Smith führte auch Aspekte wie unternehmerisches Können, Regionalpolitik und regionale Steuern in das Modell ein.
Durch ihre Erweiterungen wurde die neoklassische Standorttheorie aussagekräftiger. Einige der bereits bei Weber kritisierten Prämissen (reiner "homo oeconomicus", vollständige Information, kurzfristige Gewinnmaximierung) führen jedoch dazu, dass sich nicht alle tatsächlichen unternehmerischen Standortentscheidungen befriedigend durch neoklassische Modelle erklären lassen.

### Verhaltenswissenschaftliche Ansätze

#### Theorie von Allan Pred
Aufbauend auf Konzepte der Diffusionstheorie von Torsten Hägerstrand (1952–1953) und anderen, die die räumliche Verteilung und Verbreitung von Innovationen auf Lernprozesse und Informationsprozesse zurückführten, entwickelte Allan Pred ab 1967 ein neuartiges standorttheoretisches Modell, das auf einem verhaltenswissenschaftlichen Ansatz beruht.
Grundlegend für die Standortentscheidung der einzelnen Unternehmung ist in diesem Modell die Qualität von Entscheidungsfindungen, die er empirisch untersuchte. Preds Schlussfolgerungen waren:
- Informationsstand und Unternehmerleistung einerseits und Qualität der Standortentscheidung andererseits sind mit hoher Wahrscheinlichkeit stark positiv korreliert.
- Unternehmer mit gleichem Informationsstand und gleicher Informationsnutzungskapazität können aufgrund persönlicher Präferenzen oder auch aufgrund von Zufällen unterschiedliche Standorte wählen.

Pred bezog außerdem die Zeit als zusätzliche Dimension in sein Modell ein, da sich der Informationsstand der Entscheidungsträger im Zeitverlauf ändern kann (etwa durch neue Kommunikationstechniken oder Informationsverarbeitungstechnologien, aber auch durch die Möglichkeit der Nachahmung erfolgreicher Unternehmer und ihrer Standortentscheidungen). Die Entscheidungen der Unternehmen werden nach Pred langfristig immer rationaler und wirken auf eine Verlagerung der unternehmerischen Standorte zum Standortoptimum hin.
Der verhaltenswissenschaftliche Ansatz Preds versuchte erstmals, die tatsächlichen Entscheidungen bei der Standortwahl nachzuvollziehen. Verhaltenstheoretische Erklärungsmodelle konnten mehrfach empirisch bestätigt werden. Kritisch wurde angemerkt, dass psychologisch-subjektive Beweggründe der Standortwahl überbewertet würden, da die klassischen Standortfaktoren im Rahmen dieses Modells kaum eine Rolle spielen und die Gegebenheiten der physischen Geographie und des Verkehrswesens nicht berücksichtigt sind. Ebenso wie die neoklassische Theorie den "homo psychologicus" vernachlässige, lasse der verhaltenswissenschaftliche Ansatz den "homo oeconomicus" weitgehend außer Acht.

#### Ergänzungen
Bereits Pred wies auf die Bedeutung von mentalen und kulturellen Eigenarten für die Standortwahl hin. Alf K. Fernau sieht in diesen Eigenheiten starke branchenspezifische Standortvorteile und -nachteile. So bevorzugen Umweltbranchen an einem Standort ein regional vorherrschendes ökologisches Denken, stark arbeitsteilige, arbeitsintensive Branchen ein Angebot von sehr disziplinierten Arbeitnehmern, investitionsintensive Branchen eine hohe Sparneigung und seriöse Behandlung von Bankgeschäften, innovationsintensive Branchen eine risikofreudige Grundhaltung und Aufgeschlossenheit.
Die oft nicht durch klassische Theorien erklärbare Standortfindung bereits bestehender Betriebe unter den Bedingungen eines beständigen wirtschaftlichen Strukturwandels lässt sich ebenfalls verhaltenswissenschaftlich betrachten.
Grundsätzlich ließ sich empirisch eine Beharrungstendenz feststellen: Betriebe versuchen, an ihrem bestehenden Standort festzuhalten. Wenn sich der Unternehmer konsequent als Gewinnmaximierer verhalten würde, müssten bei jedem Investitionsvorhaben vorteilhafte Standorte gesucht werden. Dem stehen zwar die Kosten der Standortsuche und des Standortwechsels entgegen, doch bei größeren Investitionsprojekten sind diese oft geringer als die Vorteile eines Standortwechsels.
Oft wird statt einer Standortverlagerung zuerst versucht, die Lagenachteile des alten Standorts durch Rationalisierungsmaßnahmen, Änderung der Produktpalette, Gewinnung neuer Absatzmärkte, funktionale Standortspaltung des Unternehmens oder betriebsinterne Wachstums- und Schrumpfungsprozesse auszugleichen.
Diese Maßnahmen werden räumlich wirksam und beeinflussen die industrielle Standortstruktur durch ihre Häufigkeit oft mehr als die Neuansiedlung oder vollständige Verlagerung von Betrieben. In großen, im Zuge der Globalisierung weltweit tätigen Unternehmen nimmt die Bedeutung von Beharrungsfaktoren jedoch immer stärker ab.